# Discestra stigmosa
Discestra stigmosa är en fjärilsart som beskrevs av Hugo Theodor Christoph 1887. Discestra stigmosa ingår i släktet Discestra och familjen nattflyn. Inga underarter finns listade i Catalogue of Life.